# Gentilés de France N
Pour un article plus général, voir Gentilés de France.
Gentilés des communes françaises par ordre alphabétique
- A
- B
- C
- D
- E
- F
- G
- H
- I
- J
- K
- L
- M
- N
- O
- P
- Q
- R
- S
- T
- U
- V
- W
- X
- Y
- Z

- Nampcel : Nampcellois
- Nancy : Nancéiens
- Les Nans : Ours
- Nanteau-sur-Essonne : Nantessonnais
- Nantes : Nantais
- Nantua : Nantuatiens ou Catholards
- Narbonne : Narbonnais
- Neuf-Brisach : Néo-Brisaciens
- Neufchâtel-en-Bray : Neufchâtelois
- Neuves-Maisons : Néodomiens
- Neuilly  (voir homonymie)
- Neuilly-sur-Seine : Neuilléens
- Nice : Niçois, Nissards ou Nissarts ; glottonyme : nissart
- Niederhergheim : Niederhergheimois, Niederhergheimoise
- Nîmes : Nîmois
- Niort : Niortais
- Nogent  (homonymie)
- Noisy-le-Grand : Noiséens
- Notre-Dame-d'Allençon : Allençonnais
- Nouméa : Nouméens
- Nouvion-sur-Meuse : Nouvionnais
- Noyon : Noyonnais

## Pour approfondir